# Aleksej Taranov
Aleksej Taranov (Russisch: Алексей Таранов) (8 augustus 1946) is een Russische atleet, die gespecialiseerd was in de sprint.
Op 14 maart 1971 verbeterde hij bij de Europees indoorkampioenschappen in Sofia het Europees record op de zelden gelopen 4 x 800 m estafette. Het team bestaande uit Valeri Taratynov, Stanislav Mesjtsjerskitsj, Aleksej Taranov en Viktor Semjasjkin lieten de klok stoppen op 7.17,8 en won hiermee een gouden medaille voor de estafetteploegen uit Polen (zilver; 7.19,2) en West-Duitsland (7.25,0). Een jaar later werd behaalde hij een tweede plaats op de 4 x 720 m bij de Europese indoorkampioenschappen.

## Persoonlijk record
| Onderdeel | Prestatie | Datum        | Plaats |
| --------- | --------- | ------------ | ------ |
| 800 m     | 1.47,3    | 19 juli 1971 | Moskou |

## Palmares

### 4 x 720 m estafette
- 1972:  EK indoor - 6.27,0

### 4 x 800 m estafette
- 1971:  EK indoor - 7.18,8